# Formula 1 (videogioco)
Formula 1 è il primo videogioco di Formula 1 della Sony, sviluppato da Bizarre Creations e pubblicato da Psygnosis nel 1996 per PlayStation. È basato sulla stagione 1995.

## Team e piloti
- Benetton Renault
  - 1  Michael Schumacher
  - 2  Johnny Herbert
- Tyrrell Yamaha
  - 3  Ukyo Katayama /  Gabriele Tarquini
  - 4  Mika Salo
- Williams Renault
  - 5  Damon Hill
  - 6  David Coulthard
- McLaren Mercedes
  - 7  Mark Blundell /  Nigel Mansell
  - 8  Mika Häkkinen / Jan Magnussen
- Footwork Hart
  - 9  Gianni Morbidelli
  - 10  Taki Inoue /  Max Papis
- Simtek Ford
  - 11  Domenico Schiattarella
  - 12  Jos Verstappen
- Jordan Peugeot
  - 14  Rubens Barrichello
  - 15  Eddie Irvine
- Pacific Ford
  - 16  Bertrand Gachot
  - 17  Andrea Montermini / Jean-Denis Délétraz /  Giovanni Lavaggi
- Forti Ford
  - 21  Pedro Diniz
  - 22  Roberto Moreno
- Minardi Ford
  - 23  Pierluigi Martini /  Pedro Lamy
  - 24  Luca Badoer
- Ligier Mugen Honda
  - 25  Martin Brundle /  Aguri Suzuki
  - 26  Olivier Panis
- Scuderia Ferrari
  - 27  Jean Alesi
  - 28  Gerhard Berger
- Sauber Ford
  - 29  Karl Wendlinger /  Jean-Christophe Boullion
  - 30  Heinz-Harald Frentzen

## Circuiti
- Interlagos
- Buenos Aires
- Imola
- Catalunya
- Monaco
- Montreal
- Magny-Cours
- Silverstone
- Hockenheim
- Hungaroring
- Spa-Francorchamps
- Monza
- Estoril
- Nürburgring
- Aida
- Suzuka
- Adelaide
- Circuito Bonus: Frameout City (sbloccato dopo aver vinto il campionato del mondo)

## Telecronaca
- In lingua inglese: Murray Walker
- In lingua italiana: Luigi Chiappini
- In lingua francese: Philippe Alliot
- In lingua tedesca: Jochen Mass
- In lingua spagnola: Carlos Riera

## Cover
La cover raffigura la McLaren Honda MP4/7 1992 di Ayrton Senna camuffata di color ocra con sfondo il pilota della Benetton Ford 1992 Martin Brundle (riconoscibile dal casco e dalla tuta del team) anch'essi camuffato con vari colori.

## Accoglienza
Secondo Ufficiale PlayStation Magazine il gioco è: "Un enorme, realistico, incredibile gioco di corse. Nonostante qualche piccolo bug, questa è la Formula 1 e questo è IL gioco di corsa arcade per PlayStation" e gli ha assegnato un voto di 9/10. Next Station invece lo ha descritto come una: "Solida riproduzione dello sport più veloce che c'è", assegnandogli un 85% come voto complessivo.